# Pakiri
Pakiri est une localité de Nouvelle-Zélande située dans l’Île du Nord, dans la région d'Auckland, dans l’ancien district de Rodney.

## Situation
Le village de Leigh est situé à environ 9 km vers le sud-est.
Le fleuve Pakiri s’écoule à travers cette zone et se jette dans le golfe de Hauraki vers le nord-est ,.

## Toponymie
Le secteur a été dénommé d'après le chef de l'iwi des Ngāti Wai (en) : Te Kiri,.

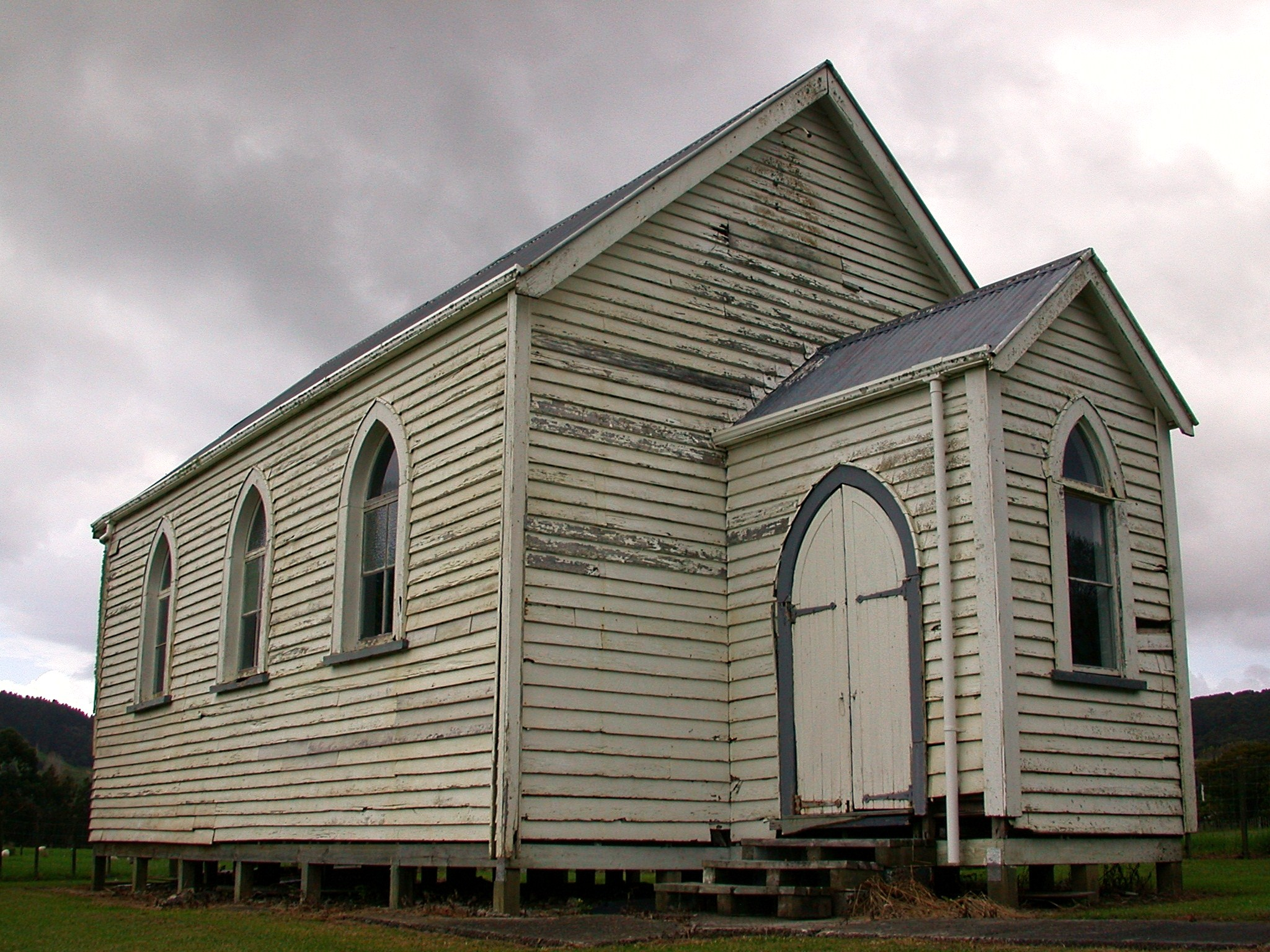
La vieille église de Pakiri, un arrière-fond, très populaire pour les photographies de mariages

## Histoire
Le conseil régional d’Auckland (en) acheta deux blocs de terrain en 2005, soit une surface totale de 178 ha, avec 3 km de plages,, et comptait développer l'ensemble dans le cadre d’un parc régional,.

## Activité minière
La plage de Pakiri est une plage de sable blanc de 14 km de long s'étendant vers le nord.
Des dragages par succion ont été réalisés pour extraire le sable dans le cadre d’une extraction de sable à partir du plancher marin depuis les années 1950,.
Mais ceci a été la cause de quelques controverses en 1994, quand 170 000 km3 de sable ont été extraits pour soutenir la plage très populaire de Mission Bay dans le secteur d’Auckland. Ce sable a été acheté par le « Planning Tribunal » dans le cadre du procès Haddon contre Auckland Regional Council du fait de la violation du Resource Management Act 1991, et de ses provisions pour le processus de kaitiakitanga (protection des lieux).

## Éducation
L’école de « Pakiri school » est une école mixte assurant tout le primaire, allant de l’année 1 à 8,.
L’école est mixte et la plupart des enfants sont des descendants de Māoris et sont affiliés aux iwi des Ngati Wai (en) et des Ngāti Manuhiri (en).
L’école a célébré son 125e anniversaire en 2002.